# Microprosopa heteromyzina
Microprosopa heteromyzina är en tvåvingeart som först beskrevs av Zetterstedt 1838.  Microprosopa heteromyzina ingår i släktet Microprosopa och familjen kolvflugor. Arten är reproducerande i Sverige. Inga underarter finns listade i Catalogue of Life.